# Ромерито
Хулио Сесар Ромеро (шп. Julio César Romero; 28. август 1960), познатији као Ромерито, бивши је парагвајски фудбалер.

## Биографија
Започео је фудбалску каријеру 1977. године у клубу Спортиво Лукењо. Две године касније, 1979, дебитовао је за парагвајску репрезентацију и са њом осваја Копа Америку.
Године 1980. прелази у амерички клуб Њујорк космос, где је играо уз сјајне играче као што су Карлос Алберто и Франц Бекенбауер. Касније, Ромеро је наступао за бразилски Флуминенсе. Изабран је 1985. за јужноамеричког фудбалера године.
Након што је кратко играо за Барселону и мексичку Пуеблу, вратио се у Јужну Америку, а наставио је каријеру у парагвајским клубовима Олимпији, Серо Кора, Спортиво Лукењо и чилеанском Депортесу Ла Серена. Каријеру је завршио у Спортиву Лукењо. Током играчке каријере постигао је нешто више од 400 голова.
За репрезентацију Парагваја је наступио 34 пута и постигао 13 голова. Био је учесник Светског првенства 1986. године у Мексику.
Пеле га је сврстао 2004. године на ФИФА 100 листу најбољих живих фудбалера.

## Успеси

### Клуб
Њујорк космос
- НАСЛ Сокер боул: 1980, 1982.

Флуминенсе
- Серија А Бразила: 1984.
- Лига Кариока: 1984, 1985.

Барселона
- Куп победника купова: 1988/89.[3]

Пуебла
- Првенство Мексика: 1989/90.
- Куп Мексика:1989/90.

Олимпија Асунсион
- Турнир Републике: 1992.

### Репрезентација
Парагвај
- Копа Америка: 1979.

### Индивидуалне
- Јужноамерички фудбалер године: 1985.
- Најбољи стрелац у првенству Парагваја: 1990.
- ФИФА 100: 2004.